# Drvar

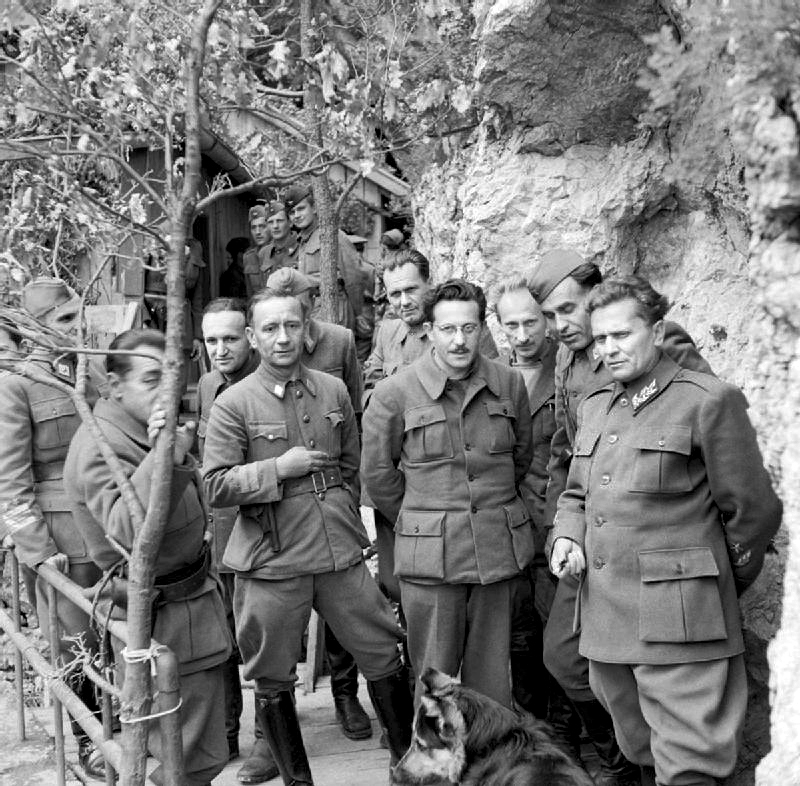
Il maresciallo Tito (a destra) e il suo stato maggiore a Drvar, 1944

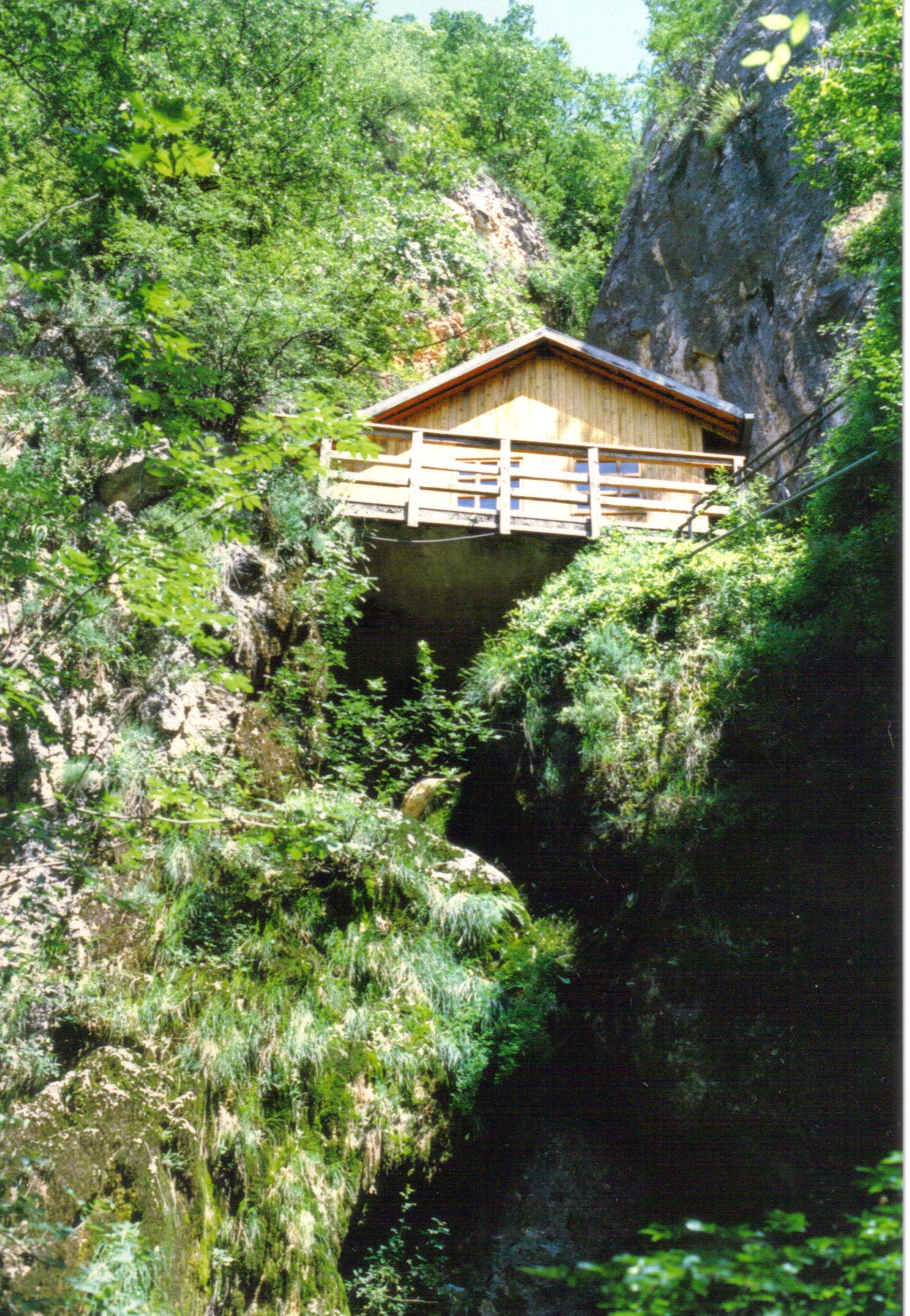
Grotta del quartier generale di Tito

Drvar (in cirillico Дрвар; in passato Titov Drvar, Титов Дрвар) è una città ed un comune bosniaco del Cantone della Bosnia Occidentale, nella Federazione di Bosnia ed Erzegovina con 7.506 abitanti al censimento 2013 situato sulla strada tra Bosansko Grahovo e Bosanski Petrovac, anche vicino a Glamoč.

## Etimologia
Il nome Drvar deriva dalla parola serbo-croata 'drvo' che significa legno. Durante la Repubblica Socialista Federale di Jugoslavia, Drvar venne chiamato Titov Drvar in onore di Josip Broz Tito.

## Società

### Evoluzione demografica
Dati del gennaio 2007 dell'Alto commissariato delle Nazioni Unite per i rifugiati
Totale - 6 806
- Serbi: 6 759 (99,31%)
- Croati: 7 (0,10%)
- Bosgnacchi: 40 (0,59%)

La città di Drvar aveva 17 126 abitanti nel 1991, e comprendeva:
- 16 608 - 96,98% Serbi
- 33 - 0,19% Musulmani di nazionalità
- 33 - 0,19% Croati
- 384 - 2,24% Jugoslavi
- 68 - 0,40% Altri

| Anni dei censimenti | Totale | Serbi           | Musulmani di nazionalità | Croati      | Jugoslavi      | Altri       |
| ------------------- | ------ | --------------- | ------------------------ | ----------- | -------------- | ----------- |
| 1991                | 17,126 | 16,608 (96.97%) | 33 (0.19%)               | 33 (0.19%)  | 384 (2.24%)    | 68 (0.39%)  |
| 1981                | 17,983 | 15,896 (88.39%) | 26 (0.14%)               | 62 (0.34%)  | 1,842 (10.24%) | 157 (0.89%) |
| 1971                | 20,064 | 19,496 (97.16%) | 213 (1.06%)              | 141 (0.70%) | 259 (3.21%)    | 140 (0.72%) |

## Località
Nel 1991, il comune di Drvar comprendeva 38 località:
- Ataševac
- Bastasi
- Boboljusci
- Bosanski Osredci
- Brda
- Bunčevac
- Drvar
- Drvar (selo)
- Gornji Tiškovac
- Gruborski Naslon

- Kamenica
- Ljeskovica
- Mali Cvjetnić
- Malo Očijevo
- Martin Brod
- Mokronoge
- Motike
- Mrđe
- Očigrije
- Palučci

- Podić
- Podovi
- Poljice
- Potoci
- Prekaja
- Srnetica
- Šajinovac
- Šipovljani
- Trninić Brijeg
- Trubar

- Uvala
- Veliki Cvjetnić
- Veliko Očijevo
- Vidovo Selo
- Vrtoče
- Zaglavica
- Župa
- Župica